# Halo car

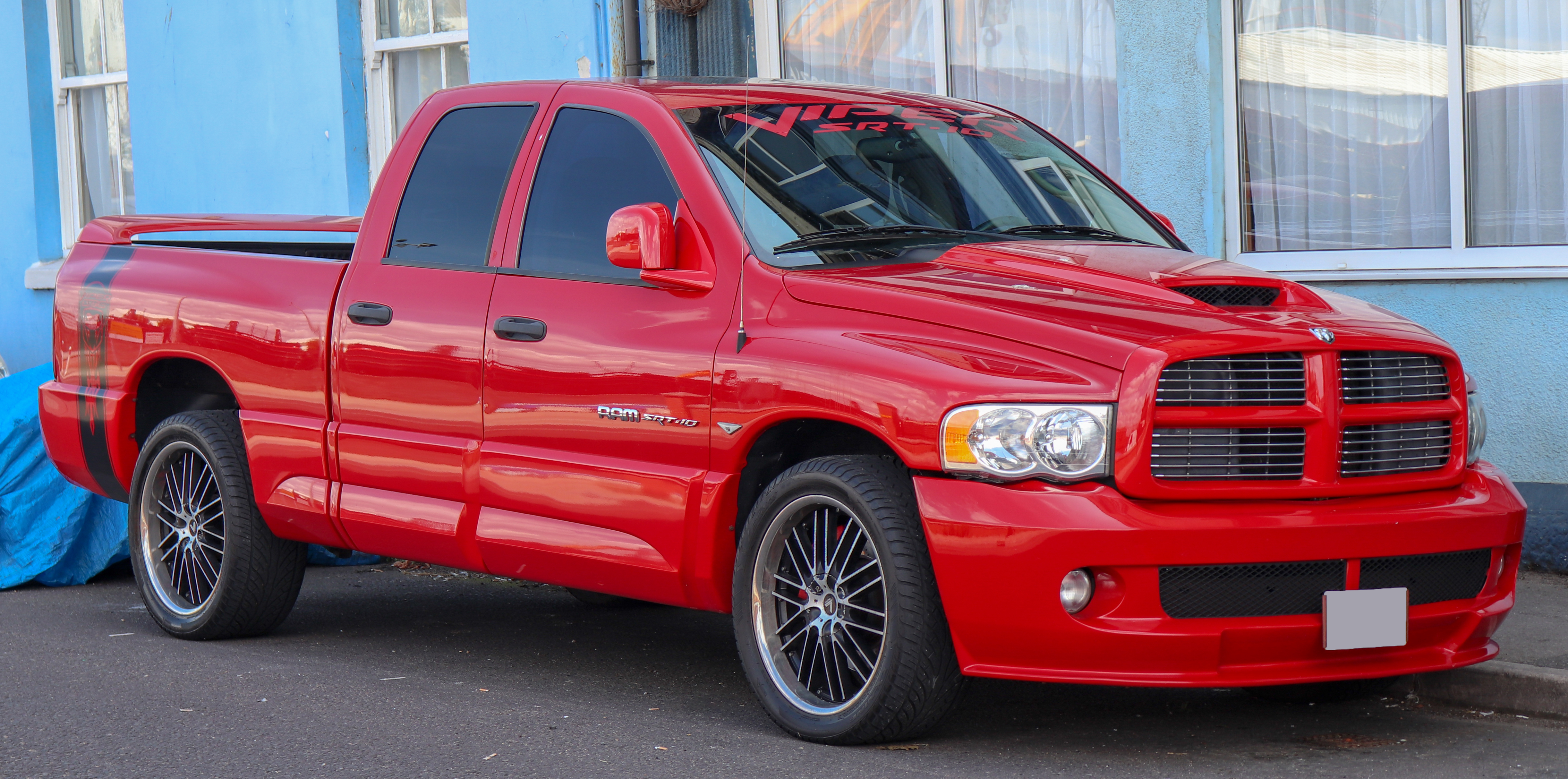
Un Dodge Ram SRT-10, halo car des années 2000 pour la marque Dodge.

Une halo car est une automobile dont le marketing et la stratégie de communication reposent sur l'effet de halo. L'objectif principal de ce type de véhicules n'est pas de se vendre à de nombreux exemplaires ou même d'être rentables, mais de jouer un rôle d'image forte pour la marque et d'attirer l'attention sur cette dernière,.

## Concept
L'objectif premier d'une halo car est d'attirer le regard sur la marque. En effet, contrairement aux véhicules classiques dont le but est de se vendre à grande échelle et d'être profitables pour le constructeur, la halo car est beaucoup moins rationnelle et ne va jouer qu'un rôle d'image pour la marque. 
Souvent produites en séries limitées, ces voitures sont des vitrines de technologie et de design. Conçues pour un usage occasionnel, elles doivent attirer le regard du grand public et impressionner par leur design ou de leurs équipements.
Ces modèles sont souvent très bien finis et équipés, au design novateur, ou encore avec de puissantes motorisations, et à des tarifs élevés. Ainsi, en attirant l'attention sur la marque, la halo car va attirer de potentiels clients qui se tourneront vers des modèles plus classiques, de grande série, dans lesquels ils retrouvent l'image transmise par la halo car. Ils contribueront ainsi à augmenter les ventes globales de la marque.
L'un des premiers exemples est la Buick Reatta, présentée en 1988. Ce coupé contenait toutes les dernières innovations du groupe General Motors et avait pour but de redorer l'image de la marque Buick, qui était jusqu'alors vieillissante. La Dodge Viper de première génération présentée en 1992 suit le même modèle, mais en jouant sur les performances. Elle permit au groupe Chrysler de rajeunir son image alors que la plupart des modèles présentés lors de la dernière décennie dérivaient de la vieillissante plateforme K, introduite en 1981.

## Exemples
Cette liste non exhaustive présente les halo cars les plus connues.
- Alfa Romeo 8C Competizione
- Audi R8
- BMW Z8
- Buick Reatta
- Chevrolet SSR
- Chrysler Crossfire
- Dodge Ram SRT-10
- Dodge Viper
- Ford GT
- Honda NSX
- Lexus LFA
- Mercedes-Benz Classe SL
- Nissan GT-R
- Peugeot RCZ